# Lista de capitais do Brasil por IFDM

Capitais brasileiras por IFDM em 2023

Segue abaixo a lista das 27 sedes de governo das unidades federativas do Brasil por IFDM – Índice FIRJAN de Desenvolvimento Municipal, que mede a qualidade de vida dos municípios com base em dados relativos às três principais áreas de desenvolvimento: Emprego e Renda, Educação e Saúde. Os valores abaixo são baseados em dados da edição 2025, relativo aos dados oficiais de 2023.

## IFDM edição 2025- Ano base 2023 - Capitais
| Rank | Rank | Rank     | Capitais       | Unidade federativa  | IFDM   | IFDM   | Variação |
| 2025 | 2013 | Variação | Capitais       | Unidade federativa  | 2025   | 2013   | Variação |
| ---- | ---- | -------- | -------------- | ------------------- | ------ | ------ | -------- |
| 1    | 1    | Estável  | Curitiba       | Paraná              | 0,8855 | 0,8137 | 8,8%     |
| 2    | 3    | (1)      | São Paulo      | São Paulo           | 0,8271 | 0,7497 | 10,3%    |
| 3    | 4    | (1)      | Vitória        | Espírito Santo      | 0,8200 | 0,7461 | 9,9%     |
| 4    | 6    | (2)      | Campo Grande   | Mato Grosso do Sul  | 0,8101 | 0,7273 | 11,4%    |
| 5    | 5    | Estável  | Belo Horizonte | Minas Gerais        | 0,8063 | 0,7417 | 8,7%     |
| 6    | 8    | (2)      | Rio de Janeiro | Rio de Janeiro      | 0,7933 | 0,7165 | 10,7%    |
| 7    | 10   | (3)      | Cuiabá         | Mato Grosso         | 0,7922 | 0,6942 | 14,1%    |
| 8    | 12   | (4)      | Palmas         | Tocantins           | 0,7889 | 0,6565 | 20,2%    |
| 9    | 7    | (2)      | Goiânia        | Goiás               | 0,7865 | 0,7211 | 9,1%     |
| 10   | 2    | (8)      | Florianópolis  | Santa Catarina      | 0,7733 | 0,7916 | 2,3%     |
| 11   | 11   | Estável  | Brasília       | Distrito Federal    | 0,7549 | 0,6762 | 11,6%    |
| 12   | 9    | (3)      | Porto Alegre   | Rio Grande do Sul   | 0,7515 | 0,7044 | 6,7%     |
| 13   | 20   | (7)      | Fortaleza      | Ceará               | 0,7389 | 0,5675 | 30,2%    |
| 14   | 18   | (4)      | Teresina       | Piauí               | 0,7242 | 0,5862 | 23,5%    |
| 15   | 13   | (2)      | Recife         | Pernambuco          | 0,7088 | 0,6434 | 10,2%    |
| 16   | 14   | (2)      | Aracaju        | Sergipe             | 0,6906 | 0,6003 | 15,0%    |
| 17   | 17   | Estável  | São Luís       | Maranhão            | 0,6826 | 0,5916 | 15,4%    |
| 18   | 15   | (3)      | João Pessoa    | Paraíba             | 0,6765 | 0,5972 | 13,3%    |
| 19   | 19   | Estável  | Porto Velho    | Rondônia            | 0,6759 | 0,5793 | 16,7%    |
| 20   | 21   | (1)      | Rio Branco     | Acre                | 0,6732 | 0,5664 | 18,9%    |
| 21   | 16   | (5)      | Natal          | Rio Grande do Norte | 0,6686 | 0,5939 | 12,6%    |
| 22   | 26   | (4)      | Maceió         | Alagoas             | 0,6600 | 0,4975 | 32,7%    |
| 23   | 23   | Estável  | Manaus         | Amazonas            | 0,6555 | 0,5434 | 20,6%    |
| 24   | 24   | Estável  | Salvador       | Bahia               | 0,6442 | 0,5217 | 23,5%    |
| 25   | 25   | Estável  | Belém          | Pará                | 0,6390 | 0,5060 | 26,3%    |
| 26   | 22   | (4)      | Boa Vista      | Roraima             | 0,6319 | 0,5552 | 13,8%    |
| 27   | 27   | Estável  | Macapá         | Amapá               | 0,5662 | 0,4751 | 19,2%    |